# Azevedo
Azevedo é uma povoação portuguesa do Município de Caminha que foi sede da extinta Freguesia de Azevedo, freguesia que tinha 5,47 km² de área e 158 habitantes (2011), e, por isso, uma densidade populacional de 28,9 hab/km².
A Freguesia de Azevedo foi extinta em 2013, no âmbito de uma reforma administrativa nacional, tendo sido agregada à freguesia de Venade, para formar uma nova freguesia denominada União das Freguesias de Venade e Azevedo com a sede em Venade.
A 5 km de Caminha situada entre as vertentes do monte de S. Antão, Senhora das Neves e Monte do Vieiro.
A norte conforta com Riba de Âncora e Vile, a nascente com Dem e Gondar, a sul com Venade e a poente com Cristelo e Moledo.

## População
| População da freguesia de Azevedo | População da freguesia de Azevedo | População da freguesia de Azevedo | População da freguesia de Azevedo | População da freguesia de Azevedo | População da freguesia de Azevedo | População da freguesia de Azevedo | População da freguesia de Azevedo | População da freguesia de Azevedo | População da freguesia de Azevedo | População da freguesia de Azevedo | População da freguesia de Azevedo | População da freguesia de Azevedo | População da freguesia de Azevedo | População da freguesia de Azevedo |
| --------------------------------- | --------------------------------- | --------------------------------- | --------------------------------- | --------------------------------- | --------------------------------- | --------------------------------- | --------------------------------- | --------------------------------- | --------------------------------- | --------------------------------- | --------------------------------- | --------------------------------- | --------------------------------- | --------------------------------- |
| 1864                              | 1878                              | 1890                              | 1900                              | 1911                              | 1920                              | 1930                              | 1940                              | 1950                              | 1960                              | 1970                              | 1981                              | 1991                              | 2001                              | 2011                              |
| 190                               | 215                               | 214                               | 199                               | 216                               | 230                               | 212                               | 245                               | 229                               | 194                               | 190                               | 177                               | 171                               | 158                               | 158                               |

| Distribuição da População por Grupos Etários | Distribuição da População por Grupos Etários | Distribuição da População por Grupos Etários | Distribuição da População por Grupos Etários | Distribuição da População por Grupos Etários | Distribuição da População por Grupos Etários | Distribuição da População por Grupos Etários | Distribuição da População por Grupos Etários | Distribuição da População por Grupos Etários | Distribuição da População por Grupos Etários |
| -------------------------------------------- | -------------------------------------------- | -------------------------------------------- | -------------------------------------------- | -------------------------------------------- | -------------------------------------------- | -------------------------------------------- | -------------------------------------------- | -------------------------------------------- | -------------------------------------------- |
| Ano                                          | 0-14 Anos                                    | 15-24 Anos                                   | 25-64 Anos                                   | > 65 Anos                                    |                                              | 0-14 Anos                                    | 15-24 Anos                                   | 25-64 Anos                                   | > 65 Anos                                    |
| 2001                                         | 29                                           | 14                                           | 86                                           | 29                                           |                                              | 18,4%                                        | 8,9%                                         | 54,4%                                        | 18,4%                                        |
| 2011                                         | 28                                           | 14                                           | 85                                           | 31                                           |                                              | 17,7%                                        | 8,9%                                         | 53,8%                                        | 19,6%                                        |

## Monumentos
Os seus maiores monumentos são Igreja de S. Miguel (padroeiro da freguesia), a Capela das Barracas, O Cruzeiro de S. Sebastião e o Cruzeiro dos Barreiros.

## Lugares
Para além da sua sede, os lugares principais da Freguesia de Azevedo que se integraram na nova freguesia são os seguintes:
- Cruzeiro
- Tomada
- Regueiro
- Aldeia
- Bouça Velha
- Lagos
- Quinta
- Souto
- Aguieira
- Salgueiro
- Prado
- Barracas
- Paço

## Personalidades ilustres
- Senhor de Azevedo, Visconde de Azevedo e Conde de Azevedo

## Economia
As principais actividades económicas são a agricultura e, em parte, a construção civil.

## Festas e romarias
- S.Sebastião realizada nos finais de Janeiro
- S. Bento realizada em Agosto
- Festa do Natal que se realiza no dia 24 e 25 de Dezembro